# Grecia ai Giochi della XXVII Olimpiade
La Grecia partecipò ai Giochi della XXVII Olimpiade, svoltisi a Sydney, Australia, dal 15 settembre al 1º ottobre 2000, con una delegazione di 140 atleti impegnati in ventitré discipline.

## Medaglie
| Medaglia | Nome                  | Sport            | Evento                   |
| -------- | --------------------- | ---------------- | ------------------------ |
| Oro      | Kōnstantinos Kenterīs | Atletica leggera | 200 metri piani maschili |

## Risultati

### Pallanuoto
Maschile
| Atleta | Classifica |                   |
| --- | --- | ----------------- |
| V · D · M Nazionale maschile greca di pallanuoto · Giochi olimpici - Sydney 2000 Reppas · Kaiafas · Mazis · Loudīs · Maurōtas · Deligiannis · Chatzitheodorou · Psykhos · Afroudakīs · Lorantos · Khatzis · Vlontakīs · Thomakos · CT : Kyriakos Iosifidis | 10º |                   |
| Nazionale maschile greca di pallanuoto · Giochi olimpici - Sydney 2000 | |                   |
| Reppas · Kaiafas · Mazis · Loudīs · Maurōtas · Deligiannis · Chatzitheodorou · Psykhos · Afroudakīs · Lorantos · Khatzis · Vlontakīs · Thomakos · CT: Kyriakos Iosifidis                                                                                   | Reppas · Kaiafas · Mazis · Loudīs · Maurōtas · Deligiannis · Chatzitheodorou · Psykhos · Afroudakīs · Lorantos · Khatzis · Vlontakīs · Thomakos · CT: Kyriakos Iosifidis | Grecia (bandiera) |